# Ohebach (Kehrenbach)
Der Ohebach im nordhessischen Schwalm-Eder-Kreis ist ein 8,1 km langer, nordöstlicher und linksseitiger Zufluss des Kehrenbachs im Melsunger Bergland.
Sein Einzugsgebiet ist 16,561 km² groß.

## Verlauf
Der Ohebach entspringt und verläuft im Nordostteil des Schwalm-Eder-Kreises im Melsunger Bergland, einem Teil des Fulda-Werra-Berglands. Seine Quelle liegt unterhalb des Bergsattels (491,2 m ü. NN) zwischen dem Himmelsberg (563,7 m) im Südosten und Breiten Stein (533,2 m) im Westnordwesten, nordöstlich von Günsterode, einem nordöstlichen Stadtteil von Melsungen. Sie befindet sich in bewaldetem Gebiet knapp 200 m südwestlich eines an der Landesstraße 3147 (Hessisch Lichtenau–Günsterode–Kirchhof–Melsungen) gelegenen Parkplatzes auf knapp 460 m Höhe.
Der überwiegend südwestwärts und stets entlang der L 3147 – mal dies- und mal jenseits davon – verlaufende Ohebach fließt anfangs durch den Erschgrund, in dem der linksseitige Glasebach und dann der rechtsseitige Spellsbach einmünden, nach Günsterode. Innerorts fließen von links kommend der Laudenbach und von rechts der Sinselbach in den Ohebach. Kurz nach Durchfließen des Dorfs münden jeweils rechtsseitig der Lutschbach und einiges unterhalb davon der Staatsebach ein.
Schließlich mündet der Ohebach etwas oberhalb des Dorfs Kirchhof (ostnordöstlicher Stadtteil von Melsungen) etwa 130 m südlich des auf 248,9 m Höhe liegenden Abzweigs der aufwärts zum Dorf Kehrenbach führenden Kreisstraße 141 von der L 3147 auf rund 245 m Höhe in den Fulda-Zufluss Kehrenbach.